# Kepler-71
Kepler-71 è una nana gialla situata nella costellazione del Cigno.

## Caratteristiche della stella
Kepler-71 è arricchita da elementi pesanti al 170% della metallicità del Sole. Le macchie stellari coprono circa il 40% della superficie stellare alle latitudini di transito, ogni transito planetario passa sopra una media di sei punti stellari. Le regioni della facula luminosa sono ancora più estese. A differenza del Sole, la fotosfera di Kepler-71 ruota quasi come un corpo rigido, con una rotazione differenziale non superiore al 2%.

## Sistema planetario
Il pianeta di classe "Gioviano caldo" Kepler-71 b è stato scoperto intorno a Kepler-71 nel 2010.
| Pianeta | Tipo           | Massa | Raggio           | Periodo orb.       | Eccentricità |
| ------- | -------------- | ----- | ---------------- | ------------------ | ------------ |
| b       | Gioviano caldo | -     | 1.1987±0.0044 RJ | 3.905079476 giorni | 0            |